# انفجار أشعة غاما 970228

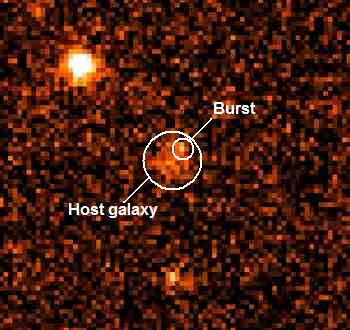
صورة مركز الانفجار وهو يقع في طرف أحد المجرات.

انفجار أشعة غاما 970228 في الفلك (بالإنجليزية:GRB 970228) هو انفجار أحد الأجرام السماوية مصحوبا بإصداره أشعة غاما الشديدة النفاذية، وتعني الاختصار الإنجليزي GRB الظاهرة العلمية التي تسمى gamma-ray burst أي انفجار أشعة غاما، ويدل الرقم المصاحب للكلمة على تاريخ تسجيل الحدث وهو 28 فبراير 97.، قم ال
GRB 970228
وكان الانفجار في تمام الساعة 02:58 توقيت عالمي منسق يوم 23/02/1997. وكان هو أول انفجار تصدر فيه أشعة غاما يُسجل ويعقبه إصدار وهيج متعقب.
ومنذ عام 1993 كان العلماء يتوقعون فيزيائيون يتوقعون أن إصدار نجم لأشعة غاما لابد وأن يعقبه وهيج متعقب منخفضة طاقتة عن طاقة أشعة غاما الصادرة، بحيث تكون أطوال موجتها في نطاق الأشعة السينية، والضوء المرئي، والموجات الراديوية، ولكن حتى حدوث الانفجار GRB 970228 كان الانفجار الذي يصاحبه إصدار أشعة غاما يرى فقط في هيئة انفجار شديد يصاحبه إصدار لأاشعة غاما وهي أشد الموجات الكهرومغناطيسية طاقة.
وقد بين الوهج المتعقب عدة من الارتفاع والانحفاض واستغرق نحو 80 ثانية، ويدل شكل منحى الضوء المسجل على أن GRB 970228 ربما كان انفجار من نوع مستعر أعظم. وينطبق موقع الانفجار على موقع مجرة تبعد عنا نحو 1و8 مليار سنة ضوئية. رئي دل ظواهر، نهايات
حيث يصل الانزياح الأحمر لها 695و0 مما يبين أن ظاهرة انفجار أشعة غاما من الظواهر الممكن حدوثها خارج مجرتنا، مجرة درب التبانة أيضا.

## المشاهدات
إن الانفجار المصدرة أشعة غاما تبدو بصدور بريق شديد من أشعة غاما، تلك الموجات الكهرومغناطيسية التي تحمل طاقات عالية. وقد شوهدت الانفجارات المصدرة لأشعة غاما أول مرة عام 1967 بواسطة الأقمار الصناعية فيلا، وهي مجموعة من مركبات الفضاء كانت مصممة لمراقبة الانفجارات النووية.
واكتشف GRB 970228 بتاريخ 28/02/97 بواسطة مقياس انفجار أشعة غاما Gamma-Ray Burst Monitorوواحدة من آلات التصوير ذات المجال الواسع الزاوية على القمر الصناعي BeppoSAX.
وهو قمر صناعي بعمل مشترك بين إيطاليا وهولندا وصمم أصلا لقياس ودراسة الأشعة السينية.
وخلا عدة ساعات استطاعت مجموعة المراقبين التي تعمل على توجيه القمر الصناعي بيبوساكس على تعيين موقع الانفجار في حدود خطأ في الزاوية مقداره 3 دقيقة قوسية.
كما سجلت المركبة الفضائية أوليسيس Ulysses نفس الحدث.
وقد استغرق الانفجار نحو 80 ثانية وأعقبه وهج متعقب ضوئي وبتميز منحنى ضوئه بعدة نهايات عظمى.
وتختلف المنحنيات الضوئية لانفجارات أشعة غاما، وليس معروف لماذا تتميز بعض المنحنيات بعدة نهايات عظمى بينما تحوي بعضها الآخر قمة عظمى واحدة. ويعتقد أن الحالات التي يتبعها عدة قمم عظمى تظهر في المنحنى الضوئي سببها ربما يكون أن مصدر الانفجار له حركة بدارية precession.

## وهيج متعقب
قام بوهدان بازينسكي وجيمس روادس بحثا علميا أن بصرف النظر عن نوع الانفجار المميز لانفجار أشعة غاما فإن الطاقة العظيمة التي تنطلق مع الانفجار تعني أن مادة تنطلق بسرعات مقاربة لسرعة الضوء خلال الانفجار. وأشارا إلى ألى أن تفاعل تلك المادة المنطلقة مع المادة الخفيفة الموجودة بين النجوم سيؤدي إلى تكون موجات ضاغطة. فإذا حدثت مثل تلك الموجة الضاغطة في وجود مجال مغناطيسي فإن ه يعمل على تسريع الإلكترونات مما يجعلها هي الأخرى تصدر أشعة سيكلوترونية في نطاق الموجات الراديوية، وهي ظاهرة سميت فيما بعد بوهيج متعقب راديوي.
ثم عقب يوناثان كاتز على ذلك موضحا بأن تلك الإصدارات المنخفضة الطاقة لن تكون محصورة في صورة موجات راديوية بل لا بد وأن تشمل ترددات من الموجات الراديوية إلى موجات الأشعة السينية، وكذلك موجات الضوء المرئي.
وقامت أجهزة القمر الصناعي بيبوساكس بالرصد الدقيق للانفجار GRB 970228 خلال 8 ساعات منذ وقت اكتشافه.
وشاهد وميضا للأشعة السينية والذي كان ينخفض طبقا لدالة أسية مع الزمن خلال الأيام التي تلت الانفجار. وكان ذلك وهيج المتعقب من أشعة إكس هو أول وهيج لانفجار أشعة غاما يسجل.
وأصبحت ظاهرة انخفاض الوهيج المتعقب طبقا لدالة أسية أصبحت ظاهرة معترف بها، بالرغم من اختلاف معدل انخفاض الوهيج المتعقب مع الزمن.
ثم قام مرصد وليام هيرشل بتصوير مكان الانفجار GRB 970228 يوم 1 مارس و 8 مارس وكذلك قياسات بتلسكوب إسحاق نيوتن. وبينت المقارنة بين الصور أن شدة لمعان الانفجار قد انخفضت في نطاق الضوء المرئي وكذلك في نطاق الأشعة تحت الحمراء.
وكان ذلك هو الوهيج المتعقب الضوئي. أما الوعيج في نظاق الموجات الراديوية فلم تمكن مشاهدتها على الإطلاق.
في وقت اكتشاف هذا الانفجار كان من المعتقد أن انفجار أشعة غاما تنطلق بكثافة متساوية في جميع الاتجاهات من الجرم المنفجر. ولكن الوهيج المتعقب لذلك الانفجار ولعد أنفجارات أخرى مثل انفجار أشعة غاما 970508 وانفجار أشعة غاما 971214 أتت بشواهد على أن انفجار أشعة غاما تصدر أشعاعا مسددا في هيئة نفاثات، وهي خاصية تخفض من الطاقة الكلية الصادرة من الجرم عدة مئات المرات.

## علاقته بمستعر أعظم

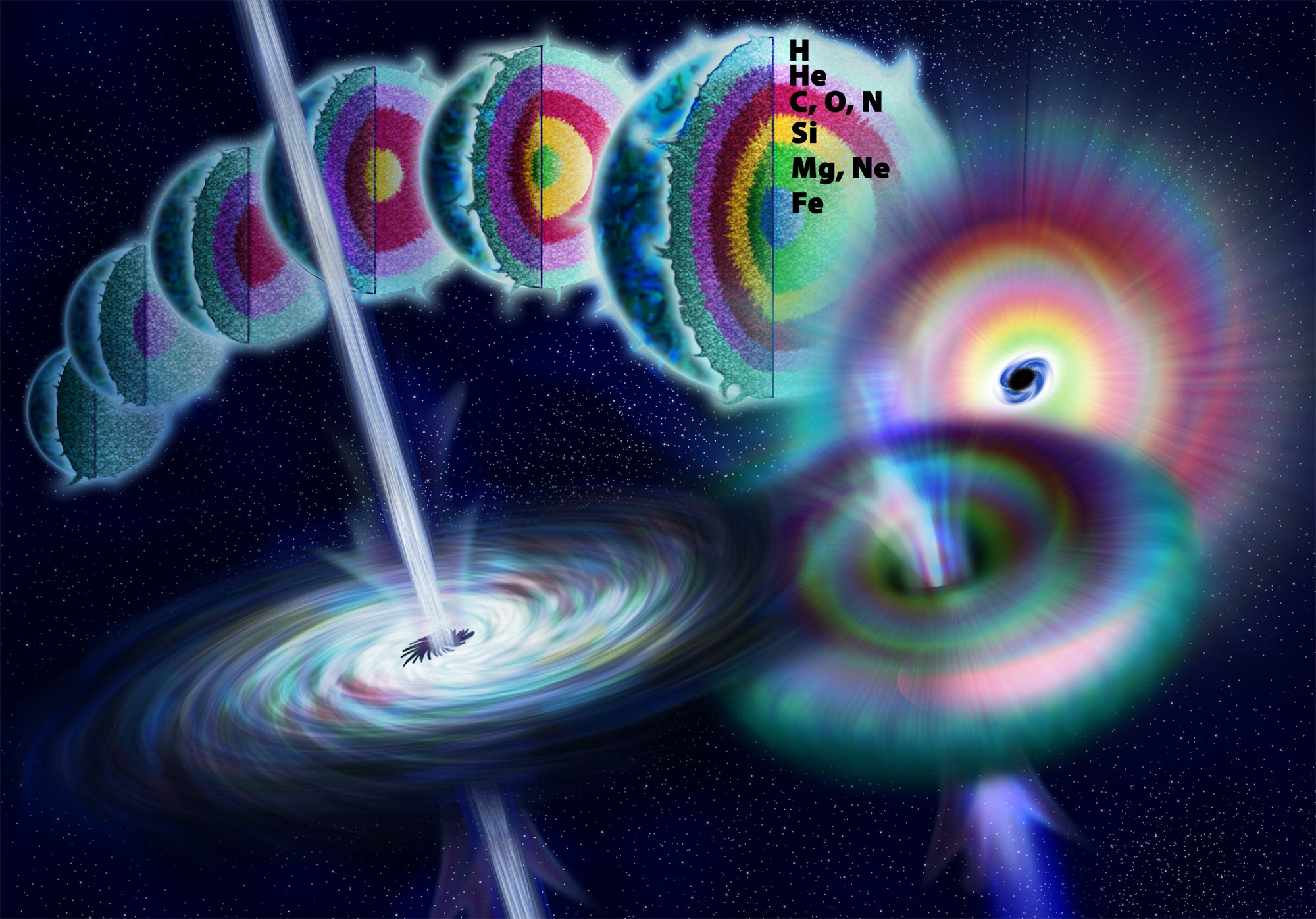
صورة فنية تمثل المراحل المختلفة من عمر نجم بالغ الكتلة عندما ينفجر في آخر عمره كمستعر أعظم، ثم يتقلص مكونا ثقبا أسودا ويطلق أشعة غاما عبر محور دورانه حول نفسه، صورة بتصريح من Nicolle Rager Fuller/NSF. من اليسار إلى اليمين: النجم الأزرق يكبر ويكتسب طبقات جديدة، وفي أقصي اليمين ينفجر النجم. من الجانب الأيمن السفلي إلى اليسار : تتفلطح مخلفات الانفجار الكري وتأخذ شكل دوامة قرصية ينطلق من مركزها شعاعان مضيئان يخرجان من محور الدوران.

قام كل من دانيل رايشارت من جامعة شيكاغو وتيتوس جالاما من جامعة أمستردام كل على حدة بتحليل المنحنى الضوئي للانفجار GRB 970228 وتوصلا إلى نتيجة أن الجرم المنتسب إليه الحدث قد يكون قد عانى انفجار مستعر أعظم عدة أسابيع قبل حدوث انفجار أشعة غاما.
وطبقا لتحليل جالاما للوعيج المتعقب فقد وجد أن درجة لمعانه كانت تنخفض بمعدلين مختلفين. انخفضت درجة اللمعان ببطء بين 6 مارس و 7 أبريل عن معدل الانخفاض قبل وبعد التاريخين المذكورين. وأعزى جالاما ذلك إلى أن منحنى الضوء الأول يرجع إلى انفجار أشعة غاما نفسه، بينما ينتسب منحنى الضوء في المرحلة الثانية إلى مستعر أعظم من نوع Ic.

## المجرة العائلة
بين ليلة 12/13 مارس قام تورج ميلنيك بمشاهدات لمنطقة الانفجار بواسطة تلسكوب التقنية الجديدة واكتشف بقعة سديمية في مكان الانفجار وتأكد أنها مجرة بعيدة. وكان هناك احتمال ضعيف على ان لا ينتميا لبعضهما، فقدم وجودهما في نفس المكان شهادة قوية على أن انفجارات أشعة غاما تحدث أكثر في مجرات بعيدة عن حدوثها في مجرة درب التبانة.
ودعمت تلك النتيجة بعد ذلك بمشاهدة الانفجار GRB 970508، وهو أول انفجار عين مقدار انزياحه الأحمر.
وكان موقع التوهج المتعقب للانفجار منزاحا بوصوح عن مركز المجرة العائية مما يلغي احتمال أن يكون الانفجار صادرا من حويصلة مجرة نشطة. ثم عُين الانزياح الأحمر لطيف المجرة وقُدر ب z = 0.695، 
وهذا يعني بعدها عنا بنحو 1و8 مليار سنة ضوئية وبأخذ تلك المسافة في الحسبان واعتبار أن الانفجار كان متساويا في جميع الاتجاهات فيمكن حساب الطاقة المنطلقة من الانفجار بنحو 5.2×1044 جول.

## اقرأ أيضا
| - انفجار أشعة غاما 090423 - انفجار أشعة غاما 971214 - انفجار أشعة غاما 080916C - انفجار أشعة غاما 060218 - انفجار أشعة غاما 080319ب - قائمة انفجارات أشعة غاما - مستعر أعظم SN 2007bi - مجرة إهليجية - مجرة حلزونية - مجرة محدبة - عابر ضوئي أزرق سريع | - مستعر أعظم II - مستعر أعظم نوع Ia - مجرة - قزم أبيض - عملاق أحمر - الانفجار العظيم - خط زمني للانفجار العظيم - نجم نيوتروني - ثقب أسود - الدجاجة أو بي 2-12 - نجم آر136 إيه1 |  |

## وصلات خارجية
- موقع «الكون» في الإنترنت